# Pěkná
Pěkná (dříve Šenava, německy Schönau) je malá vesnice, část obce Nová Pec v okrese Prachatice v Jihočeském kraji. Nachází se asi 9,5 kilometrů severně od Nové Pece. Prochází tudy železniční trať České Budějovice – Černý Kříž. Je zde evidováno 25 adres. V roce 2011 zde trvale žilo 32 obyvatel.
Pěkná je také název katastrálního území o rozloze 6,47 km². Katastrální území Pěkná se zbývajícími částmi Nové Pece nesouvisí; odděluje je území obcí Želnava a Stožec.

## Historie
První písemná zmínka o vesnici pochází z roku 1393. V roce 1843 zde stálo 26 domů a žilo 258 obyvatel. V letech 1938 až 1945 byla Šenava v důsledku uzavření Mnichovské dohody přičleněna k nacistickému Německu.

## Obyvatelstvo
| Rok            | 1869 | 1880 | 1890 | 1900 | 1910 | 1921 | 1930 | 1950 | 1961 | 1970 | 1980 | 1991 | 2001 | 2011 | 2021 |
| -------------- | ---- | ---- | ---- | ---- | ---- | ---- | ---- | ---- | ---- | ---- | ---- | ---- | ---- | ---- | ---- |
| Počet obyvatel | 309  | 354  | 344  | 360  | 351  | 386  | 383  | 73   | 67   | 59   | 65   | 66   | 61   | 32   | 40   |
| Počet domů     | 33   | 35   | 38   | 38   | 40   | 41   | 47   | 49   | 12   | 12   | 13   | 12   | 27   | 27   | 27   |

## Obecní správa
Při sčítání lidu v letech 1850–1952 Pěkná byla osadou obce Bělá, se kterým patřila nejprve do okresu Český Krumlov (v letech 1850–1910 Krumlov), ale od roku 1950 v okrese Prachatice. V letech 1953–1980 byla částí obce Želnava v okrese Prachatice. Od 1. července 1980 je částí obce Nová Pec v okrese Prachatice. Poté se Želnava opět osamostatnila, ale Pěkná již zůstala součástí Nové Pece.

## Pamětihodnosti
- Kostel svaté Anny (kulturní památka)
- Přírodní památka Vltavský luh